# الدوري التونسي لكرة اليد 1957–58
الدوري التونسي لكرة اليد 1957-1958 هو الدورة 3 من الدوري التونسي لكرة اليد للرجال. شارك فيها 7 فريقا.

فاز بهذا الموسم البحرية الرياضية لاتحاد منزل بورقيبة، وجاء ثانيا الجهد الرياضي.

## روابط خارجية
- الموقع الرسمي للجامعة التونسية لكرة اليد.